# Купсола (Куженерский район)
 Купсола  — деревня в Куженерском районе Республики Марий Эл. Входит в состав Юледурского сельского поселения.

## География
Находится в северо-восточной части республики Марий Эл на расстоянии приблизительно 13 км на восток-северо-восток от районного центра посёлка Куженер.

## История
В 1874 году деревня состояла из 14 домов, в ней проживало 68 человек. В 1943 году здесь было 38 домов, трудоспособного населения 125 человек. В 2005 году в деревне было 46 дворов. В советское время работали колхозы «Пунчер», «Победа», позднее СХП «Искра».

## Население
Население составляло 191 человек (мари 98 %) в 2002 году, 168 в 2010.